# Mericourt-l'Abbe Communal Cemetery Extension
 Mericourt-l’Abbe Communal Cemetery Extension  is een Britse militaire begraafplaats met gesneuvelden uit de Eerste Wereldoorlog, gelegen in de Franse gemeente Méricourt-l'Abbé (departement Somme). 
De begraafplaats ligt aan de weg naar Treux op 440 m ten oosten van het centrum (Église Saint-Hilaire). Ze werd ontworpen door Edwin Lutyens en sluit aan bij de gemeentelijke begraafplaats. De begraafplaats wordt omsloten door een lage natuurstenen muur en een metalen hek in een binnenwaarts gebogen muurgedeelte markeert de toegang. Het Cross of Sacrifice staat centraal op  het terrein. De begraafplaats wordt onderhouden door de Commonwealth War Graves Commission.
Er liggen 420 doden waaronder 73 niet geïdentificeerde.

## Geschiedenis
In de vroege zomer van 1915 werden de Franse troepen op dit deel van het front door legereenheden van het Gemenebest afgelost en werd het station van Méricourt-Ribemont een spoorweghoofd. De begraafplaats werd in augustus 1915 aangelegd en tot juli 1916 voornamelijk gebruikt door Casualty Clearing Stations waarna het werd gesloten tot de Duitse opmars van maart 1918. Vanaf dan tot augustus 1918 werd ze gebruikt door eenheden die betrokken waren bij de verdediging van Amiens. Na de wapenstilstand werden nog geïsoleerde slachtoffers vanuit het slagveld ten noordoosten van Méricourt hier begraven. Zij liggen in de rijen G en K van perk III (slechts een van hen kon worden geïdentificeerd).
Onder de geïdentificeerde slachtoffers zijn er 216 Britten, 121 Australiërs, 1 Canadees en 9 Duitsers. Voor 2 Britten die in krijgsgevangenschap stierven werd een Special Memorial opgericht omdat zij oorspronkelijk in de Duitse begraafplaats in Clery-sur-Somme waren begraven maar hun stoffelijke resten werden er niet meer teruggevonden. 

## Graven

### Onderscheiden militairen
- John Charles Moore, luitenant bij de Australian Infantry, A.I.F. werd tweemaal onderscheiden met het Military Cross en éénmaal met de Military Medal (MC and Bar, MM).
- H.W. Pope, kapitein bij de Dragoon Guards (Princess Royal's) en Alexander Maxwell Robertson, kapitein bij de Australian Infantry, A.I.F. werden onderscheiden met het Military Cross (MC).
- de luitenants Bert Oliver Davies en Thomas Whiteway Eales, onderluitenant Stephen George Facey (Australian Infantry, A.I.F.) en sergeant C.H. Marshall (Royal Welsh Fusiliers) werden onderscheiden met de Distinguished Conduct Medal (DCM). O/lt S.G. Facey ontving ook nog het Belgische Oorlogskruis.
- luitenant Mervyn Digby Knight, compagnie sergeant-majoor Hugh Joseph McAlary, sergeant Albert Levy, kanonnier Philip Swain en soldaat Walters Greig Bartholomew, allen dienend bij de Australian Infantry, A.I.F., sergeant Frank Kerman (The Buffs (East Kent Regiment)), sergeant A. Ryman (Lincolnshire Regiment) en soldaat John William Newham (Manchester Regiment) werden onderscheiden met de Military Medal (MM).

### Aliassen
- luitenant George Harry Skelton diende onder het alias H. Elton bij de Australian Infantry, A.I.F..
- soldaat Frederic Cecil Edwards diende onder het alias John Thomas Sinclair bij de Australian Infantry, A.I.F..